# Ацуши Јанагисава
Ацуши Јанагисава (јап. 柳沢 敦; 27. мај 1977) бивши је јапански фудбалер.

## Каријера
Током каријере је играо за Кашима Антлерс, Сампдорија, Вегалта Сендај и многе друге клубове.

## Репрезентација
За репрезентацију Јапана дебитовао је 1998. године. Наступао је на два Светска првенства (2002. и 2006. године) и освојио је азијска купа (2000. године) с јапанском селекцијом. За тај тим је одиграо 58 утакмица и постигао 17 голова.

## Статистика
| Јапан  | Јапан   | Јапан  |
| Година | Наступи | Голови |
| ------ | ------- | ------ |
| 1998.  | 2       | 0      |
| 1999.  | 4       | 0      |
| 2000.  | 10      | 4      |
| 2001.  | 6       | 5      |
| 2002.  | 9       | 0      |
| 2003.  | 5       | 2      |
| 2004.  | 8       | 2      |
| 2005.  | 10      | 4      |
| 2006.  | 4       | 0      |
| Укупно | 58      | 17     |

## Трофеји

### Клуб
- Џеј лига (5): 1996, 1998, 2000, 2001, 2007.
- Лига Куп Јапана (3): 1997, 2000, 2007.
- Царски куп (3): 1997,2000, 2002.

### Јапан
- Азијски куп (1): 2000.